# Бартон-Райт, Эдвард Уильям
Эдвард Уильям Бартон-Райт (англ. Edward William Barton-Wright; 8 ноября 1860, Бангалор — 26 апреля 1951, Великобритания) — британский инженер и предприниматель, известен как один из первых европейцев, преподававших японские боевые искусства и пионер концепции смешанных боевых искусств.
Был третьим из шести детей в семье инженера-железнодорожника Уильяма Райта и его жены Джанет.
В 1893—1897 годах, работая в Японии, изучал дзюдзюцу стилей Кюсин-рю и Кодокан дзюдо в Токио.
По возвращении в Англию в начале 1898 года разработал свой собственный стиль искусства самозащиты, назвав его «бартитсу». В течение следующих двух лет добавил в него элементы британского бокса, французского савата и фехтования тростью.
В 1900 году основал школу бартитсу на Шафтсбери-авеню в лондонском районе Сохо. Школа предлагала обучение самозащите и единоборствам, а также различные виды физиотерапии с использованием жара, света, вибрации и радиации.
В 1903 году клуб бартитсу был закрыт. Бартон-Райт отошёл от преподавания самозащиты, сосредоточившись на физиотерапии, основал несколько клиник в различных местах Лондона.
С 1938 года клиника Бартон-Райта располагалась в его доме в Сербитоне.
Умер в бедности, похоронен в безымянной могиле на кладбище Кингстона в Суррее (Англия).